# Tepetates (Aguascalientes)
Tepetates es una localidad del estado mexicano de Aguascalientes. Es parte del municipio de Jesús María.

## Demografía
| Gráfica de evolución demográfica |
|                                  |

| Censo | Población |
| ----- | --------- |
| 1970  | 349       |
| 1980  | 412       |
| 1990  | 1 132     |
| 2000  | 1 341     |
| 2010  | 1 683     |
| 2020  | 1 688     |